# Reynaldo Evangelista
Reynaldo Evangelista y Gonda O.F.S. (nacido el 8 de mayo de 1960) es un prelado filipino y miembro profeso de la Orden Franciscana que es el actual obispo de la Diócesis de Imus nombrado por el Papa Francisco el 8 de abril de 2013, su primer nombramiento en Filipinas. Reemplazó al obispo Luis Antonio Tagle después de ser instalado como arzobispo de Manila en diciembre de 2011. Evangelista fue instalado como el quinto obispo de Imus el 5 de junio de 2013. Anteriormente sirvió como el tercer obispo de Boac en la provincia de Marinduque desde el 11 de diciembre de 2004, hasta su nombramiento en Imus.

## Primeros años y familia
Evangelista nació el 8 de mayo de 1960 en Barangay. San José en Mabini, provincia de Batangas. Su padre, Benjamín Evangelista, de Brgy. San José, y su madre, Rufina Gonda, de Brgy. Talaga, ambos originarios de Mabini, Batangas. Reynaldo es el quinto de los nueve hermanos: su único hermano Antonio, y sus siete hermanas Teresita (Roga), Melba (del Espíritu Santo), Evelyn (Llanes), Gloria (Sánchez), Rosita (Atienza), Cecilia (Ferrer) y Lea (Aspi). Su padre murió el 18 de enero de 1983.

## Educación
Evangelista asistió a la escuela primaria en 1967 en la Escuela Primaria Anilao en Anilao, Batangas. Asistió a la escuela intermedia en 1970 en la Escuela Primaria Central de Mabini. Luego continuó su educación secundaria en el Seminario Menor San Francisco de Sales en la ciudad de Lipá.
Después de la escuela secundaria, Evangelista ingresó al seminario en 1977 especializándose en filosofía en el St. Francis de Sales Regional College Seminary en el barangay Marawoy, también en Lipá. Se especializó en teología en 1981 en la Escuela de Teología San Alfonso en Lucena en la provincia de Quezon. Después de su ordenación en 1986, tomó asesoramiento pastoral en 1987 en el Instituto de Verano de la Universidad Ateneo de Manila. Viajó en 1998 a Roma, Italia, para asistir al curso de Formación en el Seminario en el Pontificio Ateneo Regina Apostolorum, Durante estos estudios se unió a la Orden Franciscana.

## Ordenación
Evangelista fue ordenado diácono el 26 de febrero de 1986 en el Monasterio Carmelo de San José en la ciudad de Lucena por Rubén T. Prófugo, obispo de Lucena. Fue ordenado sacerdote el 19 de junio de 1986 en la Catedral de San Sebastián de la ciudad de Lipa por Mariano G. Gaviola, arzobispo de Lipá.
Evangelista fue nombrado obispo de Boac el 11 de diciembre de 2004. El 26 de enero de 2005, en la Catedral de San Sebastián en la ciudad de Lipa, fue consagrado obispo por Antonio Franco, nuncio apostólico en Filipinas. Fue instalado el 22 de febrero de 2005.

## Obispo de Imus
Evangelista fue instalado como el quinto obispo de Imus el 5 de junio de 2013. La misa de instalación fue dirigida por el nuncio apostólico en Filipinas, el arzobispo Giuseppe Pinto, en la catedral de Imus. El actual arzobispo de Manila, el cardenal Luis Antonio Tagle, predecesor de Evangelista, junto con el arzobispo emérito de Manila, el cardenal Gaudencio Rosales, y el arzobispo emérito de Cebú, el cardenal Ricardo Vidal, estuvieron presentes.

## Ministerios como sacerdote
- 1986-1995 – Profesor en el Seminario Menor San Francisco de Sales en la ciudad de Lipá
- 1986-1987 – Prefecto Asistente de Disciplina, Seminario Menor San Francisco de Sales, Ciudad de Lipá
- 1987-1990 – Subdirector Espiritual, Seminario Menor San Francisco de Sales, Ciudad de Lipá
- 1987-1993 – Moderador, Asociación de Seminaristas Arquidiocesanos de Lipá
- 1988-1990 – Subdirector, Comisión Arquidiocesana de la Juventud
- 1990-1991 – Vicerrector, Seminario Menor San Francisco de Sales, Ciudad de Lipá
- 1991-1995 – Rector, Seminario Menor San Francisco de Sales, Ciudad de Lipá
- 1991-1995 – Miembro ex officio, Consejo Arquidiocesano de Sacerdotes (Consejo Presbiteral)
- 1992-1997 – Miembro de la Junta Arquidiocesana de Consultores
- 1994-2000 – Confesor Ordinario, Misioneros Catequistas del Sagrado Corazón (MCSH), Sabang, Ciudad de Lipá
- 1995-2000 – Rector del Seminario del Colegio Regional St. Francis de Sales, Marawoy, Ciudad de Lipá
- 1995-2000 – Miembro Ex Officio – Consejo Arquidiocesano de Sacerdotes (Consejo Presbiteral)
- 1997 – Miembro de la Comisión del Clero, Arquidiócesis de Lipá
- 1998 – Miembro de la Junta – Kapisanan ni San Francisco de Sales
- 1999 – Director – Kapisanan ni San Francisco de Sales
- 2000-2004 – Párroco, Parroquia San Guillermo, Talisay, Batangas
- 2000-2004 – Director y Capellán, Academia San Guillermo, Talisay, Batangas
- 2001-2003 – Elegido miembro del Consejo Arquidiocesano de Sacerdotes, Arquidiócesis de Lipá
- 2004 – Rector del Seminario del Colegio Regional St. Francis de Sales, Marawoy, Ciudad de Lipá
- 2004 – Presidente de la Comisión del Clero, Arquidiócesis de Lipá
- 2004 – Elegido miembro del Consejo Arquidiocesano de Sacerdotes, Arquidiócesis de Lipá[5]

## Ministerios como obispo
- 2005–presente – Miembro del Consejo de Administración del Seminario Regional San Alfonso, Ciudad de Lucena
- 2005–presente – Presidente honorario del Consejo Marinduque para las Preocupaciones Ambientales (MACEC)
- 2005-2009 – Miembro de la Oficina de la Mujer, Conferencia de Obispos Católicos de Filipinas (CBCP)
- 2005–presente – Miembro de la Comisión Episcopal de Seminarios, Conferencia de Obispos Católicos de Filipinas (CBCP)
- 2009–presente – Miembro de la Junta Directiva de la Fundación Dechant en Dodge City, Kansas, Estados Unidos.
- 2009-2011 – Miembro de la Comisión Episcopal del Clero, Conferencia de Obispos Católicos de Filipinas (CBCP)
- 2009–presente – Presidente de la Comisión de Vocaciones, Conferencia de Obispos Católicos de Filipinas (CBCP)[2]
- 2011–presente – Miembro del Consejo Permanente de la Conferencia de Obispos Católicos de Filipinas (CBCP)
- 2012–presente – Miembro de la Junta de Síndicos, Pondo ng Pinoy Community Foundation, Inc.